# Megalocnus rodens
Megalocnus rodens es una especie extinta de perezoso gigante americano. Vivió en el cuaternario en Cuba, durante el Pleistoceno. 
Se conocen dos subespecies, Megalocnus rodens leidii y el Megalocnus rodens rodens. 
Los M. rodens vivieron en toda la isla. En las breas de San Felipe se encontraron fósiles intactos de este perezoso. Constituye su pieza fundamental el brazo de Megalocnus, que conserva perfectamente sus dedos y garras.

## Descripción
Medía hasta 1,3-1,7 m de largo y 0,8-1,2 m de alto. Habitaba en casi toda la isla. Era herbívoro. Era un animal básico en el ecosistema del Pleistoceno.

## Depredadores
Era presa de aves depredadoras como el Ornimegalonyx, el águila cubana y la lechuza Tyto noelii. Además su  sangre servía de alimento al murciélago vampiro Desmodus, actualmente extinto.

## Extinción
Se sabe que fue uno de los últimos perezosos gigantes del mundo, ya que se extinguió hace solo 6 mil años, al llegar los aborígenes a su hábitat. Hasta se piensa que los mismos cazaran perezosos gracias a los restos encontrados de perezosos Megalocnus en sus asentamientos.

## Otros perezosos
Tenía parientes antillanos más pequeños, el Imagocnus de 1,2-2 m de lago, el Mesocnus, de 0,8-1 m de largo y el Neocnus, de 40-60 cm de largo.